# 夏川玲
夏川 玲（なつかわ れい　年齢非公表）は、東京都大田区出身の歌手。レイ・サマリバとしても知られる。作詞家・作曲家としては、加藤 紀代（かとう きよ）を用いることがある。

## 来歴
中央大学法学部在学中にスカウトされ、1987年キングレコードよりKIYOとして『ジレンマ・男と女』でデビュー。1990年俳優の森川正太とコンビを結成し、センチュリーレコードよりデュエット『ラブアゲイン・別れましょう』を発表。
歌謡曲歌手として活動したのち、1993年からシャンソンを中心としたヨーロッパのポピュラーソング歌手に転向。戸川昌子の「青い部屋」のレギュラーとなり、シャンソン歌手としての研鑽を積む。
また1995年にKIYOから現在の芸名「夏川玲」に変更。
2007年3月、サウンドスリープレーベルより、初のアルバム『海から生まれしもの』を発売。
2008年12月、EMIミュージックジャパン（旧東芝EMI）より、オムニバスアルバム作曲家櫻田武男詩情曲集『滝の詩』に参加。
同アルバム内で、山口洋子作詞、櫻田武男作曲『トワイライトレイン』、坂口照幸作詞、櫻田武男作曲『木もれ陽』の2曲を歌唱。
2011年3月、徳間ジャパンコミュニケーションズより、『トワイライトレイン』山口洋子作詞、櫻田武男作曲、馬飼野俊一編曲、『さらり』加藤紀代作詞、いずみたかし作曲、大野元毅編曲を発売。

2025年3月、CIMZ Music Entertainmentより両A面『バッカじゃなかろかルンバⅡ』かもまさる作詞、かとうきよ作曲、岡宏編曲、岡宏とクリアトーンズ・オーケストラ演奏、『ありふれた愛の形』かとうきよ作詞、大村友希(2024年藤田まさと記念最優秀作曲賞受賞）作曲、The Notes of Museum（小林圭吾・外川智子）編曲、The Notes of Museum演奏を発売。ミュージカル俳優小西のりゆきを迎え、デュエット版『ありふれた愛の形』も収録されている。

## ディスコグラフィ

### シングル
- ジレンマ・男と女（1985年）
- ラブアゲイン・別れましょう（1990年）
- 愛は花のように
- トワイライトレイン・木もれび（2009年）
- トワイライトレイン・さらり（2011年3月）
- ベリーガールズ「Very Berry Fishing♪」マキシシングル２曲目（2015年９月）
- バッカじゃなかろかルンバⅡ・ありふれた愛の形（2025年３月）

### アルバム
- 海から生まれしもの（2007年）
- 滝の詩（オムニバス、2008年）

## 出演

### ラジオ
- お月様はお年頃(ラジオ日本、1985年）
- 加藤紀代のTAMA AFTERNOON(TAMAらいふ21FM Egg STATION、1993年）

### CM
- ラジオ版中古釣具専門店「タックルベリー」
- 中古釣具店タックルベリー店内CM「ベリーソング」　作詞・作曲・歌唱

## 参照
1. ↑  『歌う！シャンソン』、1995年5月号